# Aimé Roger
Aimé Roger fue un diplomático francés del siglo XIX, de importante papel en el conflicto de 1838 entre su país y la Confederación Argentina.

## Biografía

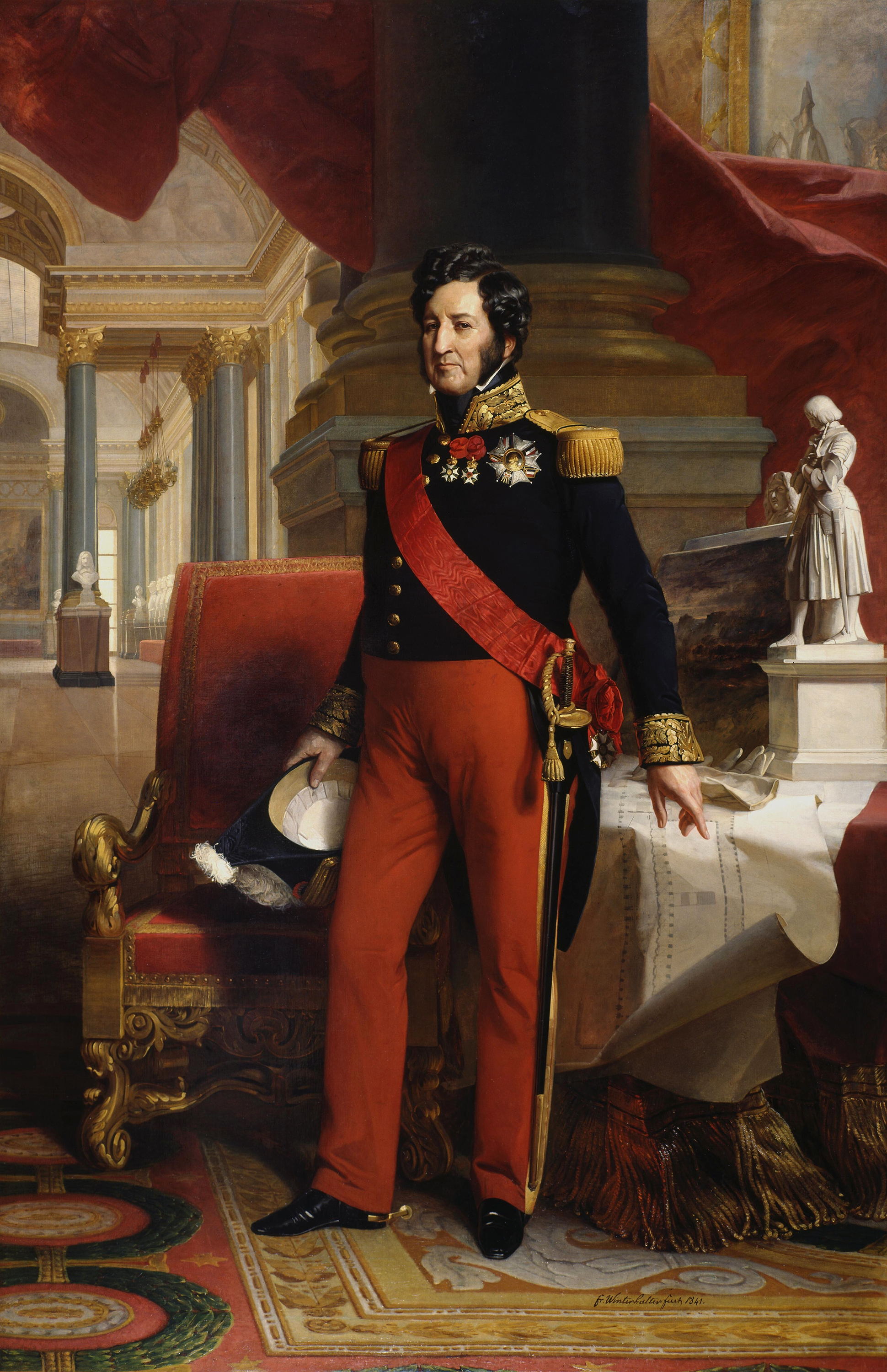
Luis Felipe I de Francia.

En octubre de 1836 se creó un nuevo consulado en Sculari, Albania, al que se destinaría a Roger, quien se desempeñaba entonces como agregado en el consulado de Buenos Aires, capital de la Confederación Argentina. No obstante, los sucesos en la región movieron a su gobierno a mantenerlo en ese destino como vicecónsul.
En 1834, el encargado de negocios francés en Bolivia, Enrique Bouchet de Martigny acordó con Andrés de Santa Cruz un Tratado de amistad, alianza y comercio, que fue largamente celebrado en París. Santa Cruz, fue condecorado con la Legión de Honor y considerado por la prensa "el gran amigo de Francia en el Nuevo Mundo". La absorción del Perú y la política expansionista de Santa Cruz eran percibidas como una amenaza por Chile y la Confederación Argentina, por lo que en noviembre de 1836, Chile declaró la guerra a los Estados del Perú y en febrero de 1837 la Confederación cerró las fronteras de Bolivia mientras iniciaba sus aprestos bélicos.
En Buenos Aires, durante 1836 Roger trabajó sobre un informe sobre el dictador del Paraguay José Gaspar Rodríguez de Francia, el cual elevó a su gobierno.

Louis Mathieu, conde Molé.

El 22 de mayo de ese año falleció su superior, el Marqúes de Vins de Peysac, encargado de negocios enviado en 1835. por lo que Roger quedó interinamente a cargo de la legación. Martigny fue designado como cónsul en Buenos Aires pero llegó a la ciudad el 7 de junio de 1837, cuando se acababa de declarar la guerra a Bolivia, por lo que en vez de presentar sus credenciales siguió a Francia el 19 para informar al primer ministro Mathieu Louis Molé, quien había sucedido a Thiers el 6 de septiembre de 1836. Ausente Martigny, quedó de hecho (pero discutiblemente por derecho) a cargo de los asuntos en carácter interino el vicecónsul, Aimé Roger.

### Bloqueo francés al Río de la Plata
Siguiendo la política expansionista de Luis Felipe de Orleáns y en apoyo del general Andrés de Santa Cruz en la escalada bélica que conduciría a la Guerra contra la Confederación Perú-Boliviana, el 7 de julio de 1837 Molé ordenó a Roger que presentase algunas reclamaciones que le especificaba para "cuidar la dignidad y los intereses de Francia". En caso de que el gobierno no aceptara la presión, le ordenaba que "se dirigiese al comandante de la estación de servicio en Río de Janeiro, contralmirante Luis Francisco Leblanc, para pedir una fuerza naval frente a Buenos Aires". El contraalmirante Leblanc recibió similares instrucciones del Ministerio de Marina.

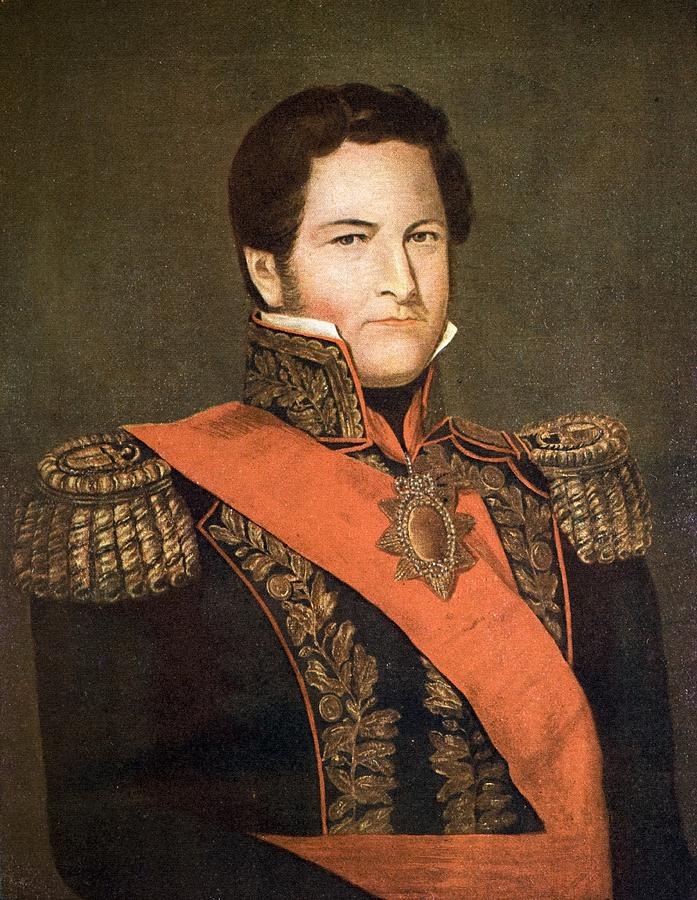
Juan Manuel de Rosas.

El 28 de marzo de 1838 la escuadra francesa bloqueó los puertos de la Confederación, justificando la medida por la negativa del gobierno de Juan Manuel de Rosas a aceptar la exigencia de exceptuar a los súbditos franceses de las obligaciones del servicio militar, obtener satisfacciones por supuestas ofensas a ciudadanos de esa nación, y asegurar el tratamiento de nación más favorecida a Francia. 
El 4 de abril de 1838 Roger informó a Molé de la medida adoptada para 

"infligir a la invencible Buenos Aires un castigo ejemplar que será una lección saludable a todos los demás estados americanos... La partida está empeñada y toda América abre los ojos, corresponde a Francia hacerse conocer si quiere que se la respete."
En Rosa, José María, obra citada, página 311.

Al bloqueo se sumó el ataque a la isla Martín García y fuertes medidas de apoyo monetario y logístico a los adversarios de Rosas en la Banda Oriental y en la Confederación.
No obstante los movimientos impulsados en el territorio de la Confederación fracasaron y sólo consiguieron fortalecer la imagen de Rosas. El 24 de julio de 1839 partió del puerto de Tolón una segunda escuadra, al mando el almirante y ministro de marina Ángel Renée Armand de Mackau, barón de Mackau, quien llevaba instrucciones de repudiar cualquier compromiso que hubiera asumido Roger con los disidentes y hacer la paz si era factible. 

### Después de Buenos Aires
Fue designado cónsul de Francia en Nueva Orleans, donde casó con una mujer americana, con quien tuvo al menos un hijo que sería miembro de la Academia Francesa. Desempeñaba ese cargo en el año 1848 y en 1854. Volvió a Francia tras pasar veinte años en América.
Al contrario que en América, donde más allá del fracaso de su política en el Río de la Plata es recordado por su actitud arrogante y agresiva, en el ambiente chauvinista de esos años Roger era percibido por sus compatriotas como "agente joven de corazón y de inteligencia tan modesto como distinguido" o "un muy hábil artesano de nuestra prosperidad".